# Pui de les Ares
El Pui de les Ares és una muntanya de 2.611,9 metres d'altitud que es troba en el terme municipal d'Alt Àneu, a la comarca del Pallars Sobirà, dins del territori de la Mancomunitat dels Quatre Pobles.
Està situat en el sector sud-oest del terme d'Alt Àneu i en el vessant sud de la vall de la Bonaigua, al nord-oest del Pui de la Bonaigua, al nord-est de l'Estany Gerber i a migdia del santuari de la Mare de Déu de les Ares.